# Festival da Ilha de Wight
O Festival da Ilha de Wight (The Isle of Wight Festival) é um festival musical que acontece anualmente na Ilha de Wight, na Inglaterra. Foi realizado originalmente entre 1968 e 1970, respectivamente em Ford Farm (próximo a Godshill), Wootton e Afton Down (próximo a Freshwater). A edição de 1970 foi, de longe, a maior e mais famosa das primeiras edições do festival.
O evento foi retomado em 2002 no Seaclose Park, um local de recreação nos arredores de Newport. Tem sido realizado anualmente desde então.

## Detalhes do festival original
As primeiras edições do festival foram promovidas e organizadas pelos irmãos Foulk (Ron e Ray Foulk) sob a bandeira de sua companhia Fiery Creations Limited, e por seu irmão menor Bill Foulk. As locações foram Food Farm (próximo a Godshill), Wotton e Afton Down (perto de Freshwater), respectivamente. O evento de 1969 foi notável pela apresentação de Bob Dylan e The Band. Essa foi a primeira apresentação paga de Dylan após seu acidente de moto três anos antes, e aconteceu quando muitos ainda tinham dúvidas se ele voltaria a se apresentar. Fãs de todas as partes do mundo se deslocaram até a ilha de Wight para vê-lo. O público ficou entre 150 000 e 250 000 pessoas. A edição de 1969 começou na sexta-feira, 29 de agosto, onze dias após o fim do festival de Woodstock. Na época, Dylan vivia em Woodstock, e se acreditava amplamente que ele tocaria lá, mas Dylan viajou para a ilha de Wight em 15 de agosto, o dia de abertura do festival de Woodstock.
A edição de 1970 foi a maior das primeiras edições do festivalː na época, foi considerada uma das maiores aglomerações humanas no mundo, com estimativas superiores a 600 000 pessoas, superando o público de Woodstock. Entre as principais atrações, estavam Jimi Hendrix, Miles Davis, The Doors, The Who, Lighthouse, Ten Years After, Emerson, Lake & Palmer, Joni Mitchell, The Moody Blues, Melanie Safka, Donovan, Gilberto Gil, Free, Chicago, Richie Havens, John Sebastian, Leonard Cohen, Jethro Tull, Taste e Tiny Tim. A inesperada afluência de público fez com que o Parlamento do Reino Unido, em 1971, adicionasse uma seção ao ato de 1971 do conselho do condado de Wight proibindo eventos noturnos ao ar livre com mais de 5 000 pessoas na ilha sem prévia autorização do conselho.
A edição de 1970 foi filmada em 35 milímetros por uma equipe dirigida por Murray Lerner, que havia acabado de dirigir o documentário Festival, sobre o Newport Folk Festival. O direito sobre o filme foi ganho por Lerner após uma disputa judicial contra os irmãos Foulk. Lerner usou imagens do festival no filme Message to love (1996). Além desse filme, Lerner criou filmes focados na apresentação individual de artistas no festival de 1970. Até o momento, já foram lançados filmes individuais sobre  Miles Davis, Jimi Hendrix, The Who, Emerson, Lake & Palmer, The Moody Blues, Free, Taste, Leonard Cohen, Jethro Tull, The Doors e Joni Mitchell.

### 1968
- Realizado em: 31 de agosto e 1 de setembro de 1968
- Público: 10 000 pessoas (aproximadamente)
- Local: Ford Farm, próximo a Godshill
- Banda principal: Jefferson Airplane
- Outras bandas: Arthur Brown, The Move, T. Rex, Smile, Fairport Convention, The Nice, Aynsley Dunbar e The Pretty Things.

### 1969
- Realizado em: 30 e 31 de agosto de 1969
- Público: 150 000 (aproximadamente)
- Local: Wootton
- Grupos principais: Bob Dylan, The Who
- Outras bandas: The Band, Joe Cocker, Free, Richie Havens, King Crimson, The Moody Blues, The Nice, Tom Paxton, Pentangle, The Pretty Things, Third Ear Band, Marsha Hunt, Fat Mattress e The Bonzo Dog Doo-Dah Band
- Celebridades que assistiram ao festivalː John Lennon e Yoko Ono, George Harrison com Pattie Boyd, Ringo Starr com Maureen Starkey, Syd Barrett, Keith Richards e Jane Fonda[4]

### 1970
- Realizado em: 26 a 30 de agosto de 1970
- Público: entre 600 000 e 700 000, devido a um anúncio da British Rail na época sobre o número de bilhetes vendidos do ferry, embora o promotor Ray Foulk tenha dito que acreditava que o público correspondia a apenas metade desse número.[5]
- Local: Afton Down
- Bandas principais: Redbone (quarta-feira), Tony Joe White (quinta-feira), Procol Harum (sexta-feira), The Doors e The Who (sábado), Jimi Hendrix e Joan Baez (domingo)
- Outras bandas: Rosalie Sorrels, Kris Kristofferson, Judas Jump, Kathy Smith (quarta-feira), Supertramp, Black Widow (quarta-feira), Melanie, Chicago, Taste (quinta-feira), Sly & the Family Stone, Free, Joni Mitchell,  Ten Years After, Emerson, Lake And Palmer, Miles Davis, John Sebastian (sábado), The Moody Blues, Jethro Tull, Leonard Cohen, Richie Havens, Pentangle, Donovan (domingo).
- Gilberto Gil e Caetano Veloso, na época exilados na Europa, apresentaram-se no segundo dia, sendo os únicos brasileiros a apresentarem-se na Ilha de Wight, representando a tropicália.

## Detalhes das reedições do festival
O evento foi revivido em 2002 no Seaclose Park, uma área de recreação nos arredores de Newport. Tem sido realizado anualmente desde então, progressivamente se estendendo para o norte ao longo do vale do rio Medina. Muitos artistas famosos se apresentaram nestas novas reedições do festival, como The Rolling Stones, Amy Winehouse, Paolo Nutini, The Crazy World of Arthur Brown, Paul McCartney, Muse, Boy George, Stereophonics, Faithless, Donovan, Ray Davies, Robert Plant, Queen + Adam Lambert, David Bowie, Manic Street Preachers, The Who, The High Kings, R.E.M., Travis, Coldplay, The Zombies, The Proclaimers, Bryan Adams, The Police, Foo Fighters, The Killers, Nile Rodgers e Chic, Fleetwood Mac, Madness, Paloma Faith e Kings of Leon.

### 2002
- dataː 3 de junho de 2002
- públicoː 8 000 (aproximadamente)
- atrações principaisː The Charlatans, Robert Plant

### 2003
- dataː 14-15 de junho de 2003
- públicoː 15 000 (aproximadamente)
- atrações principaisː Paul Weller, Starsailor (sábado), Bryan Adams, Counting Crows (domingo)

### 2004
- dataː 11 a 13 de junho de 2004
- públicoː 35 000 (aproximadamente)
- atrações principaisː Stereophonics, Groove Armada (sexta-feira), The Who, Manic Street Preachers (sábado), David Bowie, The Charlatans (domingo)

### 2005
- dataː 10 a 12 de junho de 2005
- públicoː 50 000 (aproximadamente)
- atrações principaisː Faithless, Razorlight (sexta-feira), Travis, Roxy Music (sábado), R.E.M., Snow Patrol (domingo)

### 2006
- dataː 9 a 11 de junho de 2006
- públicoː 50 000 (aproximadamente)[6]
- atrações principaisː The Prodigy, Placebo (sexta-feira), Foo Fighters, Primal Scream (sábado), Coldplay, Richard Ashcroft (domingo)

### 2007
- dataː 8 a 10 de junho de 2007
- públicoː 60 000 (aproximadamente)[7]
- atrações principaisː Snow Patrol, Groove Armada (sexta-feira), Muse, Kasabian (sábado), The Rolling Stones, Keane (domingo)

### 2008
- dataː 13 a 15 de junho de 2008
- públicoː 55 000 (aproximadamente)[8]
- atrações principaisː Kaiser Chiefs, N.E.R.D. (sexta-feira), Sex Pistols, Ian Brown (sábado), The Police, The Kooks (domingo)

### 2009
- dataː 12 a 14 de junho de 2009
- públicoː 50 000 (aproximadamente)
- atrações principaisː The Prodigy, Basement Jaxx (sexta-feira), Stereophonics, Razorlight (sábado), Neil Young, Pixies (domingo)

### 2010
- dataː 11 a 13 de junho de 2010[9]
- públicoː 60 000 (aproximadamente)
- atrações principaisː Jay-Z, Florence and the Machine (sexta-feira), The Strokes, Blondie (sábado), Paul McCartney, Pǃnk (domingo)

### 2011
- dataː 10 a 12 de junho de 2011[9]
- públicoː 65 000 (aproximadamente)
- atrações principaisː Kings of Leon, Kaiser Chiefs (sexta-feira), Foo Fighters, Pulp, Tom Jones (Big Top) (sábado), Kasabian, Beady Eye (domingo)

### 2012
- dataː 22 a 24 de junho de 2012
- públicoː 55 000 (aproximadamente)[10]
- atrações principaisː Tom Petty and the Heartbreakers, Elbow (sexta-feira), Pearl Jam, Biffy Clyro (sábado), Bruce Springsteen e E Street Band, Noel Gallagher's High Flying Birds (domingo)

### 2013
- dataː 14 a 16 de junho de 2013
- públicoː 58 000 (aproximadamente)
- atrações principaisː The Stone Roses, Paul Weller (sexta-feira), The Killers, Bloc Party (sábado), Bon Jovi, The Script (domingo)

### 2014
- dataː 12 a 15 de junho de 2014
- públicoː sexta-feira (esgotado), sábado (esgotado), domingo (mais de 58 000, aproximadamente)
- atrações principaisː Boy George (quinta-feira), Calvin Harris, Biffy Clyro (sexta-feira), Red Hot Chili Peppers, The Specials (sábado), Kings of Leon, Suede (domingo)

### 2015
- dataː 11 a 14 de junho de 2015
- públicoː 58 000 (aproximadamente)
- atrações principaisː Billy Idol (quinta-feira), The Prodigy, The Black Keys (sexta-feira), Blur, Pharrell Williams (sábado), Fleetwood Mac, Paolo Nutini (domingo)

### 2016
- dataː 9 a 12 de junho de 2016
- públicoː mais de 58 000 (aproximadamente)
- atrações principaisː Status Quo (quinta-feira), Faithless, Stereophonics (sexta-feira), The Who, Richard Ashcroft (sábado), Queen + Adam Lambert, Ocean Colour Scene (domingo)

### 2017
- dataː 8 a 11 de junho de 2017
- públicoː mais de 45 000
- atrações principaisː Razorlight (quinta-feira), David Guetta, Run-D.M.C. (sexta-feira), Arcade Fire, Catfish and the Bottlemen (sábado), Rod Stewart, Bastille (domingo)

### 2018
- dataː 21 a 24 de junho de 2018
- públicoː 72 000
- atrações principaisː The Wombats (quinta-feira), Kasabian, The Script (sexta-feira), Depeche Mode, Liam Gallagher (sábado), The Killers, Manic Street Preachers (domingo)

### 2019
- dataː 13 a 16 de junho de 2019
- públicoː 59 000
- atrações principaisː Noel Gallagher's High Flying Birds (sexta-feira), Fatboy Slim, Rick Astley, Garbage (sábado), Richard Ashcroft, Keane (domingo)

### 2020
- dataː 11 a 15 de junho de 2020
- atrações principaisː Happy Mondays (quinta-feira), Lionel Ritchie (sexta-feira), The Chemical Brothers (sábado), Duran Duran, Dido, The Libertines (domingo)